# Chorisoneura albifrons
Chorisoneura albifrons es una especie de cucaracha del género Chorisoneura, familia Ectobiidae. Fue descrita científicamente por Princis en 1951.
Habita en Brasil.